# Altmühle (Herrieden)
Altmühle ist ein Wohnplatz der Stadt Herrieden im Landkreis Ansbach (Mittelfranken, Bayern). Altmühle liegt in der Gemarkung Neunstetten.

## Geografie
Die ehemalige Einöde besteht heute aus vier Wohn- und vier Nebengebäuden, die heute als Gemeindeweg An der Altmühl Teil von Neunstetten sind. Die Staatsstraße 1066 verläuft nach Neunstetten (0,3 km nordöstlich) bzw. zur Anschlussstelle 50 der Bundesautobahn 6 (1,4 km südwestlich). Die Anwesen liegen an der Altmühl, der Flutgraben und der Große Aurachbach münden dort als linke Zuflüsse in die Altmühl. Im Nordwesten befindet sich das Speckfeld und die Speckwiesen.

## Geschichte
Der Ort lag im Fraischbezirk des eichstättischen Oberamtes Wahrberg-Herrieden. Von 1797 bis 1808 unterstand der Ort dem Justiz- und Kammeramt Ansbach. Die Mühle erhielt die Haus Nr. 11⁄2 des Ortes Neunstetten.
Im Rahmen des Gemeindeedikts wurde die Altmühle dem 1808 gebildeten Steuerdistrikt Neunstetten zugeordnet. Sie gehörte auch der wenig später gegründeten Ruralgemeinde Neunstetten an. Der Ort wurde lediglich in zwei Ortsverzeichnissen des Jahres 1814 bzw. 1818 erwähnt. 1818 gab es 3 Familien mit insgesamt 11 Personen, die in zwei Anwesen lebten.
Am 1. Januar 1972 wurde Altmühle im Zuge des Gebietsreform in Bayern nach Herrieden eingemeindet.

## Baudenkmal
- An der Altmühl 1: Zweigeschossiger massiver Satteldachbau, mit Ecklisenen, 1848. Dazugehörige Scheune: eingeschossiger Satteldachbau, mit Ladeluke, zweite Hälfte 19. Jahrhundert.[6]

## Religion
Der Ort ist römisch-katholisch geprägt und bis heute nach St. Vitus (Neunstetten) gepfarrt. Die Einwohner evangelisch-lutherischer Konfession waren ursprünglich nach St. Laurentius (Elpersdorf bei Ansbach) gepfarrt, heute ist die Pfarrei Herrieden zuständig.

## Weblink
- Altmühle in der Ortsdatenbank des bavarikon, abgerufen am 19. August 2021.